# Nuclear Physics
Nuclear Physics ist eine seit 1956 bei North Holland und nach deren Übernahme 1970 bei Elsevier erscheinende Zeitschrift für Kernphysik und Elementarteilchenphysik. 1967 spaltete sie sich in die Teilreihen 
- Nuclear Physics A (Nucl. Phys. A, für Kernphysik, Physik der Hadronen, nukleare Astrophysik) und
- Nuclear Physics B (Nucl. Phys. B, Elementarteilchenphysik bzw. Hochenergiephysik, Quantenfeldtheorie, aber auch mathematische Methoden, Gravitation, Astrophysik, Kosmologie, Statistische Mechanik) ab.

Sie ist eine der führenden Zeitschriften für Kern- und Teilchenphysik. Seit 1987 erscheinen auch Nuclear Physics/B, Proceedings Supplements für Konferenzberichte (ISSN 2405-6014). 
Bis 1974 war Léon Rosenfeld der Herausgeber. Bei der Gründung 1956 hatte der Verlagsleiter bei North Holland M. D. Frank große Widerstände nationaler Physik-Gesellschaften zu überwinden, gewann dann aber doch zwei namhafte französische Physiker für das Herausgebergremium. Die eigentliche Herausgabe besorgte anfangs W. H. Wimmers, ein dafür eingestellter niederländischer Physiker, der aus der niederländischen Ölbranche in Indonesien kam.
Nuclear Physics A hatte im Jahr 2012 einen Impact Factor von 1,525 und wurde damit im Science Citation Index auf Rang 11 von 21 Zeitschriften in der Kategorie Physics, Nuclear geführt. Der Impact Factor von Nuclear Physics B lag 2012 bei 4,327, womit die Zeitschrift Rang 9 von 27 Journals in der Kategorie Physics, Particles & Fields belegte.